# 태합입지전IV
《태합입지전IV》(일본어: 太閤立志伝IV)는 코에이에서 2001년 6월 1일에 윈도우판이 발매된 PC 게임으로, 태합입지전 시리즈의 네 번째 작품이다. 중화민국에서도 중문판이 발매되어 있다.
2001년 11월 29일에는 플레이스테이션 2판, 2006년 8월 31일에는 플레이스테이션 포터블판도 발매되었다.
Windows판에 대해서는, 2006년 3월 31일에는 소스넥스트(SOURCENEXT)에서 《Qualityイチキュッパ》 시리즈의 염가판으로서도 발매되었다. 또 코에이의 사이트에서 다운로드 구매도 행해졌다. 단, 코에이의 유저 등록이 할 수 없으면, 소스넥스트판과 다운로드판에서는 시나리오의 다운로드 구입, 유저 스페셜 콘텐츠 이용 등은 할 수 없다. 또 PS2판, PSP판도 코에이 정번 시리즈와 KOEI The Best로 염가판이 발매되었다.
Windows Vista에서는 다운로드 구매판은 인스톨 할 수 없다. 소스넥스트 패키지판에 대해서는 정식 대응은 하지 않지만, 코에이 공식 사이트에서는 일부 불편함이 있는 것의 대부분은 문제없이 동작한다고 하고 있다.

## 개요
본작에서는 전작 《III》에서 다시 시스템을 변경하여 카드제를 도입하고, 자유도도 《III》에 비하여 비약적으로 상승해, 히데요시 뿐만 아니라 600명(PS2판 및 PSP판에서는 650명)의 무장으로 플레이가 가능하게 되었다(후술). 본작에서는 주인공 카드 이외에도 기능, 칭호 그 외 대부분의 것이 카드 입수라고 하는 형태로 표현되고, 나아가 개인전이나 야전·공성전도 카드 배틀로 진행된다. 그 때문에 카드를 낼 때 운이 영향을 주는 부분이 크다. 또 기능이나 능력을 올릴 때의 수업이나 내정 등은 거의 모두가 미니 게임을 하게 되었고, 종류도 대폭 증가했다. 평정은 홀수 달의 초에 행해지게 되었지만, 수업 등을 위해 평정을 쉬도록 신청할 수 없게 되었다.
이벤트에 관해서도, 지방 다이묘에 관한 이벤트나 세키가하라 전투·오사카 진 등 오다 가와 관련된 것 이외의 역사 이벤트도 다수 준비되었다. 그 이외에 전작에서의 변경점은 시대마다 설정된 다수의 시나리오의 존재, 미니 게임의 종류의 대폭 추가, 여관 아가씨와의 결혼이나 같은 코에이 작품인 《대항해시대 시리즈》와 같은 조합(座)에서의 교역 요소나 명소 순회라고 하는 요소의 추가 등이다. 또 튜토리얼 요소가 도입된 것이나, 자주 가는 장소를 숏 컷으로 등록하여 왕래가 편리하게 되었거나, 다른 인물에게 선물을 할 때에 기호를 알고 있다면 그것이 표시되거나 하는 등, 보다 친절한 구조가 되었다. 또 전작에서는 할 수 없었던 무장의 츠지기리도 다시 가능하게 되었지만, 본작 및 《V》에서는 게임 오버가 되는 상황은 수명이 끊어진 무장뿐으로, 수명이 남아 있을 때는 병이 들게 되었다. 이외에 《II》 이전에서 부활한 요소도 이전과 세세한 부분에서 변경된 것도 있다.
엔딩의 종류도 증가해, 일부 주인공에게는 전용 엔딩이 준비되어 있는 것 외에, 지방의 통일 때에나 특수한 조건 하에서의 툭수한 엔딩도 존재한다. 정규 엔딩도 지금까지의 플레이 내용에 의해 그 후의 주인공의 인생이나 통일 후 일본의 모습이 그려지게 되었다.

## 능력치와 기능
능력치는 내정, 외교, 통솔, 무력, 매력이 있는데, 《I》 및 《II》처럼 최대치는 100으로 되었다. 다만 아이템 및 칭호에 의한 보정도 있기 때문에, 실제로는 100 이상의 수치도 가능하다. 기능은 아시가루, 기마, 철포, 수군, 궁술, 검술, 군학, 인술, 축성, 개간, 광산, 산술, 예법, 변설, 다도, 의술의 16개로 대폭 증가했다. 전작의 계략과 전술이 다시 군학으로 통합되고, 난파(乱波)가 인술로 변경되었다. 또 본작에서는 기능을 얻는 데에, 미니 게임을 행하게 되었다. 전작과 다르게 주인공 타입의 능력치에 의한 기능 습득의 상한이 없고, 플레이어의 미니 게임 성적에 따라 능력치가 낮아도 모든 기능을 최대까지 올리는 것도 가능하다.

## 주인공 카드
전술한 대로 본작에서는 많은 인물로 플레이가 가능하지만, 기본적으로 플레이할 수 있는 것은 기노시타 도키치로(木下藤吉郎, 도요토미 히데요시) 뿐으로, 이외의 무장은 각각의 무장 카드를 얻는 게 필요하다. 대부분의 무장은 친밀도를 최대로 만들거나, 기호품을 선물하는 것, 혹은 미니 게임을 클리어 하는 것으로 카드를 얻게 되지만, 일부 특정 이벤트를 발생시키는 것이나 특수한 조건이 필요한 무장도 있다. 신무장(아타라시 다케마사)으로의 플레이도 가능하지만, 역시 이벤트를 거쳐 신무장 카드를 입수하는 것이 필요하다.
어느 특정한 무장의 주인공 카드의 조합을 모으면 '콤보'라 불리는 방법으로 자동적으로 주인공 카드를 얻을 수 있는 경우도 있다. 또 상대가 다이묘인 경우, 원칙적으로 친밀도를 최대로 올려도 카드를 받을 수 없다. 하지만 콤보나 이벤트를 통하여 입수할 수 있는 경우도 있다. 혹은 외교로 항복시키거나 친밀도를 높인 다음 멸망시킬 때 등용하는 것 등으로 다이묘 이외의 신분이 된다면 얻을 수 있게 된다.
또 Windows 전용 CD-ROM판의 경우, 후마 고타로(風魔小太郎), 센노 리큐, 모모치 산다유(百地三太夫) 등 일부 인물은, 게임 내에서는 입수할 수 없고, 잡지 《LOGIN》 2001년 9월호 부록 CD로 입수하거나, 코에이 사이트 〈GAMECITY〉에서 본작의 유저 등록을 한 후, 코에이 팬클럽에 가입해, 다운로드하는 것이 필요하다. Windows 전용 DVD-ROM판에서는 치트가 포함되어 있고, PS2판 및 PSP판에서는 게임 내에서 입수할 수 있다.
2008년 현재에는 DVD-ROM판이나 당시의 《LOGIN》은 모두 입수가 곤란하고, 또 소스넥스트판 및 다운도르 판매판에서는 유저 등록이 불가능하기 때문에, (적어도 정규 수단으로는) 이들 인물로는 플레이하는 것이 곤란하게 되었다.

## 조합에서의 교역
본작에서는 지금까지의 방법에 더하여, 조합에서 교역품을 매매하는 것으로도 자금을 벌 수 있지만, 옮기는 중간에 도적에게 빼앗기는 등으로 적자가 되기도 한다. 그리고 마을(町)에 투자하는 것으로 규모가 커지거나, 교역품의 재고가 증가하기 쉬워지거나, 새로운 교역품이 출현하거나 한다. 또 이벤트로 교역품이 나오는 경우도 있다.

## 무사 이외로의 플레이
본작에서는 상인이나 닌자, 혹은 낭인으로서의 플레이도 가능하다. 상인이나 닌자가 되려면 사관하고 있는 다이묘 가문을 출분(出奔)해야 한다.
상인의 경우는 우선 조합에서 「상인 입문」을 신청해야 한다. 그러면 견습이 된다. 입문할 상가(商家)를 결정하고 그 상가가 있는 마을로 이사하여 다시 입문을 신청하고, 나오는 과제를 달성하면 데다이(手代, 종업원)가 될 수 있다. 같은 요령으로 반토(番頭, 수석 종업원), 마치슈(町衆, 상공업자)가 될 수 있고, 마치슈가 되면 한 사람의 역할을 할 수 있다고 인정되어, 자신의 가게를 가질 수 있게 된다.
자신의 가게를 가진 후는 판로를 설정해 두면 매월의 이익이 금고로 들어오게 된다. 이외에도 이동 화면에서 만난 상대에게 소지품을 매각할 수 있게 되거나, 조합의 업무를 해 내는 것으로 자택이 있는 마을의 조합에 투자가 되게 되는 등의 이점이 있다. 또 다이묘 가문에 투자하는 것으로 어용상인이 되어, 그 다이묘 지배 하의 구니에서 교역품을 싸게 살 수 있게 되거나, 다이묘의 방침에 참견할 수 있게 되거나 한다.
한편 닌자의 경우는, 우선 입문하고 싶은 마을(里)의 '단련장2'에서의 수업이 필요하다. 다만 수업하려면 인술 레벨 3이어야 하며, 낭인이어야 한다. 인술 레벨이 3이 아닐 경우는 '단련장1'에서 수업하여 올려야 한다. '단련장1'에서의 수업은 낭인이 아니어도 가능하다. 인술 레벨을 3으로 올리고, 낭인이 아닌 경우는 낭인이 되면 '단련장2'에서 수업할 수 있게 되고, 이것을 달성하면 그 마을의 하급 닌자(下忍)가 된다.
마찬가지로 '단련장3'에서의 수업을 달성하면 중급 닌자(中忍)로, '단련장4'에서의 수업을 달성하면 상급 닌자(上忍)가 되지만, 처음에는 이 2개의 시설은 존재하지 않는다. 마을에 자신의 소지금을 투자하거나 마을에서 받게 되는 일을 해 나가는 것으로 마을의 규모가 커져 가면, '단련장3', '단련장4'의 순으로 생기게 된다.
상급 닌자가 되어 그 마을의 기능을 모두 익힌 후, 다른 마을에 입문하려면 누케닌(抜け忍, 닌자를 그만두고 일반인이 된 사람)이 될 필요가 있다. 그러기 위해서는 마을의 수령을 쓰러뜨리지 않으면 안 되고, 또 마을을 떠나는 것에 성공해도, 그 마을의 사람 모두에게 항상 뒤를 밟히며 노려지게 된다.
그리고 상인이나 닌자가 되고 나서 무사로서 다이묘 가문에 사관하는 것도 가능하여, 몸에 익힌 기능을 주명이나 전쟁 시에 살릴 수 있다. 다만 이 경우는 다른 직업을 경험한 것일 뿐, 평가도 가혹해져 훈공은 통상의 반밖에 오르지 않는다. 상인의 경우는 사관할 때에 많은 금을 바치는 것으로 신분을 우대받는 것 등도 가능하다.
본작에서는 무사 이외로의 플레이는 덤으로 취급되는 것인지, 상인이나 닌자가 되어도 BGM은 낭인일 때와 같다. 또 Windows판에서는 무사 이외로는 이벤트에 의한 프리 엔딩이 있지만, 정규 엔딩은 존재하지 않는다. 그러나 PS2판 이후에서는 추가되었다.

## 전투

### 특수 카드
전술한 대로 본작에서는 개인전도 야전·공성전도 카드 배틀로 진행된다. 그리고 양쪽 모두 특수 카드가 존재한다.
- 붉은색 카드 - 통상의 공격 카드보다도 먼저 효과를 발휘한다. 붉은색 카드 내에서도 강한 순서가 존재하고, 완전히 같은 카드의 경우에는 무승부가 되어 어느 쪽도 공격할 수 없다.
- 푸른색 카드 - 통상의 공격 카드보다 뒤에 효과를 발휘한다.
- 주황색 카드 - 정위치에 놓인다. 새로운 주황색 카드를 내든지, 적이 개인전에서는 「대갈(大喝)」 카드, 야전·공성전에서는 「간파」 카드를 내어 제거하기까지 효력을 발휘한다.
- 분홍색 카드 - 「고무(鼓舞)」 카드. 야전과 공성전에서만 효력을 발휘한다.

### 개인전
본작에서는 전작에서 없었던 개인전이 부활했다. 시합이나 츠지기리를 행할 때, 도장에서의 검술 사사의 때 등 《II》까지의 발생 조건 이외에도, 본작에서는 조합에서 구입한 물건을 소지했을 때에 적에게 습격당하는 경우도 개인전이 행해지게 되었다. 또 천하제일대회나 특정 주인공으로의 고유한 이벤트 등, 개인전과 관계되는 이벤트도 다수 존재한다.
개인전이 시작되면 우선은 능력과 기능에 따른 카드가 배부된다. 배부된 카드의 매수는 검술 레벨이 0일 경우 4매, 레벨이 하나씩 올라갈 때마다 1매씩 더해져, 레벨 3에서는 7매가 된다.
배부된 카드 중에서 플레이어는 '공격 카드 3매까지', '특수 카드 1매' 중 어느 쪽이든 선택하게 된다. 방어를 선택하는 것, 즉 3매까지 카드를 선택하여 버리는 것도 가능하다. 방어하는 턴에서는 공격은 할 수 없지만, 그 턴의 방어력이 통상보다 높아진다. 버린 카드의 종류는 방어력에는 영향을 주지 않는다.
양쪽 모두가 공격 카드를 냈을 경우에는 3매의 카드의 합계가 큰 쪽이 공격하게 된다. 다만 '콤보'라 불리는 조합이 존재해, 한 쪽이 콤보를 냈을 경우에는 콤보를 낸 쪽이 공격하게 된다. 콤보의 조합은 다음과 같아서, 양측이 콤보를 냈을 경우의 힘의 순서이기도 하다.
- 일·팔·사(치유) - 정신통일로 체력을 회복한다. 상대에의 공격은 이뤄지지 않는다.
- 일·일·일(폭풍우)
- 이·오·구(지옥)
- 칠·육·삼(나무 삼보)
- 구·이·구(고육) - 무력에 의존하지 않고, 턴 수에 비례하여 공격력이 올라가기 때문에, 무력이 낮아도 역전도 가능하다.

다만 일부 주인공에게 고유의 콤보도 존재한다.
- 육·삼·사(무사시) - 미야모토 무사시에게만 한정된 콤보.
- 오·이·육(고지로) - 사사키 고지로에게만 한정된 콤보.
- 오·팔·삼(백지화) - 쟈야 기요노부(茶屋清延) 등 상인 캐릭터 전용으로, 전투를 초기상태로 돌린다.

양쪽이 완전히 같은 콤보를 냈을 경우 및 양쪽이 콤보가 아닌 조합을 낸 합계도 같을 경우는 무승부가 되어, 공격은 행해지지 않는다.
양쪽 중 어느 한 쪽이 붉은색 특수 카드를 냈을 경우는 낸 쪽의 공격이 된다. 양쪽이 다른 붉은색 카드를 냈을 경우는 강한 카드를 낸 쪽의 공격이 된다.
한 쪽이 공격 카드, 다른 한 쪽이 붉은색 이외의 특수 카드를 냈을 경우나 방어를 선택한 경우는 공격 카드를 낸 쪽의 공격이 된다. 양쪽이 붉은색 이외의 특수 카드를 냈을 경우나 방어를 선택한 경우에는 공격은 행해지지 않는다.
다음 턴의 시작 때에 카드가 보충되고, 결착이 날 때까지 개인전이 계속되게 된다.

### 야전
야전이 시작되면, 편성의 확인(자신이 군단장이라면 편성의 변경, 진형의 결정도)을 행한 후, 전황 화면에서 공격 방법과 공격 대상의 적 부대를 선택하여 전투를 진행하게 된다.
공격 방법은 「공격」(기마대는 「돌격」)과 「사격」이 있다. 「공격」과 「돌격」은 공격력이 강한데, 특히 「돌격」은 적을 혼란하게 만들기도 하지만, 반격도 받는다. 「사격」은 아시가루 부대나 기마 부대에서는 공격력은 약하지만, 반격은 받지 않는다. 철포 부대와 대포 부대의 「사격」은 공격력도 강하고 적을 혼란시키기도 하지만, 비나 눈이라고 하는 날씨에 좌우된다.
공격 대상이 되는 것은 자신의 부대의 정면 및 양 옆에 있는 부대이다. 군단장에게서 지시받은 적 부대 이외를 공격하는 것도 가능하지만, 싸워서 얻을 수 있는 훈공은 적다.
전투는 우선 불필요한 카드가 있다면 3매까지 교환하는 것이 가능하고, 교환 후에 카드 중에서 '공격 카드 3매까지'나 '특수 카드 1매'를 선택한다. 이긴 쪽이 먼저 공격하고, 진 쪽이 나중에 공격한다. 기본적인 룰은 개인전의 경우와 같지만, 전투 때에는 콤보는 없고, 대신에 「삼전(三揃)」, 「삼련(三連)」이 있다.
「삼전」이란 같은 숫자 3매의 조합으로' 강한 순서로 '일·일·일', '구·구·구', '팔·팔·팔' … '이·이·이'가 있다. 「삼련」이란 연속한 숫자 3매의 조합으로' 강한 순으로 '일·이·삼', '칠·팔·구', '육·칠·팔' … '이·삼·사'가 있다. 「삼전」과 「삼련」이 나올 경우는 「삼전」이 이기게 된다.
교환된 카드로 이길 가능성이 없는 경우는 「대기」하여 피해를 억제하거나, 「비책」으로 불필요한 카드 1매를 특수 카드로 교환하거나 하는 것도 가능하다. 「비책」의 사용 회수는 군학 레벨이 높은 만큼 많아진다. 또 사기가 낮아지면 「후퇴」하는 것도 가능하다.
전투가 5턴이 지나면 다시 전황 화면이 된다. 어느 한 쪽이 군단장 부대의 병사 수나 사기가 0이 되어서 퇴각하기까지 시간제한 없이 계속된다.

### 공성전
기본적으로는 야전과 같은 흐름으로 진행되지만, 야전과는 달리 진형의 선택은 없다. 또 공격 측의 경우, 수비 측의 군단장에게 공격하려면 다른 4부대를 괴멸시키는 것이 필요하다.
또 기간이 30일로 정해져 있어, 기간이 지나면 무승부가 된다. 그리고 공격 측의 경우, 성의 방어도가 0이 되면 승리하게 된다. 수비 측의 경우는 화친을 신청하여 적이 응하면 승리하게 된다.

## 시나리오
등장하는 시나리오는 다음과 같다. 소스넥스트판, 다운로드 판매판에서는 시나리오 4와 5는 전술한 일부 주인공과 같은 이유로 구입할 수 없다.
시나리오 1 : 1560년 오와리의 풍운아(尾張の風雲児)
처음부터 플레이할 수 있는 시나리오. 시리즈의 기본 시나리오이기도 하다. 오케하자마 전투 직후부터 시작된다.
시나리오 2 : 1577년 평안락토의 계단(平安楽土の階)
하리마국주가 된 히데요시가 히메지성으로 향한 시기까지를 그린다. 혼노지의 변을 일으키기 쉬운 시나리오이다.
시나리오 3 : 1598년 꿈 그리고 꿈(夢のまた夢)
시리즈 최초로 등장한 히데요시 사후의 시나리오. 세키가하라 전투로부터 오사카 전투 등이 주축이 된다. 또 미야모토 무사시 등으로도 플레이 할 수 있다.
시나리오 4 : 1570년 패왕의 위기(覇王の危機)
노부나가의 상락 후의 시대가 무대다. 아시카가 요시아키에 의한 노부나가 포위망이 완성되어 가는 시대를 소재로 한다. Win판에는 코에이 오피셜 사이트에서 다운로드 판매되었고, PS2판에는 기본적으로 탑재되었다.
시나리오 5 : 1584년 원숭이와 늙은 너구리(猿公と古狸)
혼노지의 변 직후, 히데요시와 이에야스의 대립을 주축으로 하여, 센고쿠 시뮬레이션 게임으로서는 드문 시기의 시나리오이다. Win판에는 코에이 오피셜 사이트에서 다운로드 판매되었고, PS2판에는 기본적으로 탑재되었다.
시나리오 0 : 1555년 난세의 불씨(乱世の余燼)
PS2판에서만 존재한다. 사이토 도산이나 이마가와 요시모토, 스에 하루카타 등 지금까지 시리즈에서 등장하지 않았던 무장 등이 등장한다.

## PS2판 이후의 변경점
PS2판, PSP판에서는 히데요시가 오다 가에 사관하기 이전 등의 시나리오나 주인공 카드를 포함한 카드가 추가되었다. 예를 들면 Win판에서는 수업이나 내정 때에 미니 게임을 매회해야 했지만, PS2판 이후는 몇 회 우수한 성적을 내면 미니 게임을 생략할 수 있는 카드를 입수할 수 있게 되었다. 또 카드를 모으는 것에 의해 새로운 시나리오나 음악 감상 모드, 미니 게임 연습 모드가 출현하거나, 무장 에디트가 가능(시작할 때에 능력 변경 및 좋아하는 카드를 5매 가질 수 있다)하게 되었다. 상인 플레이나 닌자 플레이에서의 정규 엔딩의 종류도 증가했다. 또 일부의 미니 게임이 교체되었다. 신규 이벤트도 결혼 후에 처가 정나미가 떨어져 나가버리는 이벤트 등 가공의 일과 사실 상의 일 모두에 대해서도 수록되었다.

## 같이 보기
- 대항해시대2 - 본작의 사카이 남만상관의 주인인, 엔리코가 본래 등장하는 작품.
- 대항해시대 외전 - 본작의 히라도 남만상관의 주인인, 밀란다가 본래 등장하는 작품. 본작과는 다르게 소녀의 모습으로 등장한다.
- 대항해시대4 Porto Estado - 본작의 '아타라시 다케마사'의 출신에 관한 공통성을 시사하는 묘사가 있다.